# Ільїнська сільська рада (Шипуновський район)
Ільї́нська сільська рада (рос. Ильинский сельский совет) — сільське поселення у складі Шипуновського району Алтайського краю Росії.
Адміністративний центр — село Ільїнка.

## Населення
Населення — 464 особи (2019; 612 в 2010, 856 у 2002).

## Склад
До складу сільської ради входять:
| Населений пункт | Населення, осіб (2002) | Населення, осіб (2010) |
| --------------- | ---------------------- | ---------------------- |
| Бестужево, село | 382                    | 258                    |
| Ільїнка, село   | 474                    | 354                    |